# يوسف سليمي
يوسف سليمي (من مواليد 24 أغسطس 1972 في آرل، فرنسا ) هو لاعب كرة قدم جزائري سابق لعب كمدافع مركزي وقضى كامل مسيرته تقريبًا مع نادي نيس. سجل هدف نادي نيس الوحيد في نهائي كأس فرنسا 1997. أنهى حياته المهنية من خلال الظهور مرة واحدة في الدوري اليوناني لكرة القدم لصالح نادي إثنيكوس أستيراس خلال عام 2000.

## مشوار
- 1991-1999 نادي نيس
- 2000 إثنيكوس أستيراس إف سي

## تتويجات
- فاز نهائي كأس فرنسا مرة واحدة مع نادي نيس عام 1997
- فاز ببطولة الدوري الفرنسي الدرجة الثانية مرة واحدة مع نادي نيس عام 1994
- لعب مع المنتخب الجزائري

## روابط خارجية
- يوسف سليمي على موقع رابطة كرة القدم الفرنسية للمحترفين (الإنجليزية)
- يوسف سليمي على موقع قاعدة بيانات كرة القدم.إي يو (الإنجليزية)
- يوسف سليمي على موقع ناشيونال فوتبول تيمز (الإنجليزية)
- يوسف سليمي على موقع عالم كرة القدم.نت (الإنجليزية)